# Diphysa carthagenensis
Diphysa carthagenensis o brasilillo,   es una especie botánica, árbol perenne de la subfamilia de las Faboideae.

## Descripción
Son árboles, que alcanzan un tamaño de  5–6 m de alto, corteza fisurada, glabra; ramas puberulentas. Hojas 4–9.5 cm de largo; folíolos 25–39, 0.3–1.3 cm de largo y 0.7–0.8 cm de ancho, ápice obtuso; raquis puberulento, aguijonoso. Inflorescencias puberulentas, con 1 o 2 flores, bractéolas caducas; cáliz ca 4 mm de largo, glabro, márgenes ciliolados; corola ca 10 mm de largo. Legumbres 5.7–6.3 cm de largo y 1.5–1.8 cm de ancho, estipitadas, valvas vesiculares, glabras.

## Distribución y hábitat
Especie rara, se encuentra en la vegetación secundaria y bosques caducifolios, zona norcentral; a una altitud de 550–700 metros, desde Michoacán y Veracruz a Venezuela. Se trata de una especie muy variable, particularmente en cuanto a sus caracteres vegetativos. 

## Propiedades
Los usos medicinales de esta planta se ubican en el sur del país, se reporta para problemas respiratorios como el asma. En Yucatán se recomienda tomar el cocimiento de la flor combinada con aguacate para la amigdalitis y como antitusivo, en Quintana Roo.
Otros usos medicinales que recibe esta planta son, en casos de diarrea, abscesos, dolor de huesos y como anticonvulsivo.
Historia
En el siglo XX, Narciso Souza comenta: a esta planta se le atribuyen propiedades sudoríficas.

## Taxonomía
Diphysa carthaginensis fue descrita por Nikolaus Joseph von Jacquin y publicado en Enumeratio Systematica Plantarum, quas in insulis Caribaeis 28. 1760.
Sinonimia
- Diphysa robinioides Millsp.	[3]